# Аманатто
Аманатто (яп. 甘納豆) — традиційні японські ласощі. Виготовляються з бобової пасти (частіш за все з бобів адзукі) і покриваються цукром після змочення в цукровому сиропі і висушуванні.
Винайшов ці ласощі Хосода Ясубей в період Бункю (1861–1863) періоду Едо. Він відкрив магазин по продажу вагасі в Токіо під назвою «Ейтаро» (його дитяче ім'я), під яким він існує і сьогодні.
Спочатку аманатто мав назву «амананатто» (яп. 甘名納糖), яке втратило склад після Другої світової війни. Схожість з назвою страви з ферментованих бобів натто є випадковою.
На Хоккайдо аманатто використовується при приготуванні секіхана, який через цю причину виходить солодкуватим, на відміну від інших територій Японії.